# José Juste Fernández
José Juste Fernández (Madrid, 19 de març de 1918 – Madrid, 15 de gener de 2010) fou un militar espanyol.

## Biografia
Pertanyent a una família de militars, va iniciar la seva carrera en l'exèrcit en 1934. Iniciada la Guerra Civil Espanyola, ràpidament es va unir als militars revoltats i durant la contesa va combatre en els fronts de Llevant, Ebre, Catalunya i Toledo.
Finalitzada la contesa va ocupar, entre d'altres, el càrrec d'agregat militar a les ambaixades espanyoles a Roma i Atenes, i en 1980 va succeir al general Luis Torres Rojas al capdavant de la Divisió Cuirassada Brunete.

### El23-F
Mentre es trobava en aquest càrrec es va produir el cop d'estat del tinent coronel Antonio Tejero el 23 de febrer de 1981, esdeveniment en el qual Juste va tenir una participació destacada malgrat no trobar-se entre els colpistes. Alguns dels seus subordinats es trobaven entre els implicats, i la Divisió Cuirassada Brunete constituïa un element clau dels seus plans, ja que era necessària per prendre els carrers de la capital. Al centre de comandament de la Divisió va estar acompanyat per caps i oficials (entre els quals es trobava Torres Rojas) que van intentar convèncer-lo que s'anava a produir un fet molt greu aquest mateix dia, que el rei Joan Carles estava al corrent de la iniciativa i que el general Alfonso Armada es trobaria al Palau de la Zarzuela al costat del monarca.
Una vegada sol després que els colpistes es dirigissin als seus llocs, Juste va escoltar per la ràdio l'inici del cop d'estat. Després d'uns moments de confusió, va trucar a La Zarzuela per comprovar si el rei es trobava efectivament involucrat en la conspiració. En parlar amb el secretari general de la Casa del Rei, Sabino Fernández Campo, va preguntar si el general Armada es trobava al palau. La resposta de Fernández Campo va ser rotunda: Ni està, ni se l'espera! En aquest moment, Juste es va adonar que el rei no recolzava el Cop d'estat, i va aconseguir detenir la implicació efectiva de la Divisió Cuirassada Brunete en els esdeveniments.
Després dels fets del 23 – F, les aspiracions d'ascens de Juste van quedar frustrades. Va ser rellevat tan sols un any després del seu nomenament al capdavant de la Brunete, al maig de 1981, amb prou feines tres mesos després del 23 - F. Va passar a ser codirector de l'Estat Major Combinat Hispà-nord-americà, càrrec que fins llavors ostentava el general Carbonell. En el seu moment es va considerar que la seva actitud durant el cop d'estat havia estat vacil·lant, per la qual cosa el govern de Calvo-Sotelo el va mantenir com a general de divisió i va decidir ascendir al rang de tinent general als generals Joaquín Ruiz de Oña, Ramón Ascanio Togores, Rafael Allendesalazar Urbina i José Luis Aramburu Topete, a pesar que es trobaven per sota de Juste en l'escalafó. En vista d'això, Juste va decidir sol·licitar passar a la reserva activa de l'exèrcit espanyol, la qual cosa es va produir després de publicació en el Butlletí Oficial de l'Estat l'11 de gener de 1982.
Va morir en l'Hospital Militar Gómez Ulla de Madrid el 15 de gener de 2010 i va ser enterrat en el Cementiri de San Isidro de la mateixa ciutat l'endemà.